# Mauro Bolognini
Mauro Bolognini (Pistoia, 1922. június 28. - Róma, 2001. május 14.) olasz filmrendező, forgatókönyvíró.

## Életpályája és munkássága
Firenzében építészetet, 1949-től Rómában a filmfőiskolán díszlettervezést, majd rendezést tanult.
Luigi Zampa tanítványa és asszisztense, Jean Delannoy, Mario Zampi, Yves Allégret segédrendezője volt. Intellektuális alkotó volt. Szívesen választott mai (1971) témát vagy közismert irodalmi művet feldolgozásra; ifj. Alexandre Dumas Kaméliás hölgyét (1981) és Stendhal A pármai kolostorát (La certosa di Parma, 1982). Első nagy sikerét A szép Antonio (1960) hozta meg számára, amely Arany Leopárd-díjban részesült. Dolgozott Pier Paolo Pasolini, Alberto Moravia írásaiból, Vasco Pratolini Metelója (1970) pedig cannes-i díjat jelentett Ottavia Piccolónak. 1975-ben a Libera, szerelmem túlzottan idézte fel az 1920-as évek olasz fasizmusát. 1987-ben a Búcsú Moszkvától című filmje a Montreali Filmfesztiválon elnyerte a legjobb rendező díját.

## Filmjei

### Filmrendezőként
- Aranylelőhely (La vena d'oro) (1955) (forgatókönyvíró is)
- Szerelmesek (1955) (forgatókönyvíró is)
- A kacér Mariska (1957) (forgatókönyvíró is)
- Fiatal férjek (1957) (forgatókönyvíró is)
- A bátrak éjszakája (La notte brava) (1959)
- Rómában történt (1960)
- A szép Antonio (1960) (forgatókönyvíró is)
- Szenilitás (Senilità) (1962) (forgatókönyvíró is)
- Agostino (1962) (forgatókönyvíró is)
- A megvesztegetés (La corruzione) (1963)
- Az én kis feleségem (1964)
- A három arc (I tre volti) (1965) (társrendező: Michelangelo Antonioni)
- Cicababák (1965)
- Tündéri nők (1966)
- Boszorkányok (1967) (forgatókönyvíró is)
- Arabella (1967)
- Capriccio olaszul (Capriccio all'italiana) (1968)
- Az a csodálatos november (1969)
- Metelo (1970) (forgatókönyvíró is)
- Libera, szerelmem (1975) (forgatókönyvíró is)
- A Ferramonti-örökség (1976)
- Húsdarab (1977)
- Hová mész nyaralni? (1978)
- A kaméliás hölgy igaz története (1981)
- A pármai kolostor (La Certosa di Parma), tévésorozat (1982)
- A velencei nő (1986) (forgatókönyvíró is)
- Búcsú Moszkvától (1987) (forgatókönyvíró is)
- A közönyösök (1988) (forgatókönyvíró is)
- 12 olasz város - 12 olasz filmrendező (1989) (társrendező: Michelangelo Antonioni)
- A szerelem tiltott ösvényei (1991)

### Rendező-asszisztensként
- Nehéz évek (1948)
- Vészharang (1949)

## Díjai
- a locarnoi nemzetközi filmfesztivál Arany Vitorla-díja (1960) A szép Antonio
- San Sebastian-díj (1962, 1966)
- a giffoni filmfesztivál François Truffaut-díja (1990)
- David di Donatello-díj (1999)